# Arthonia isidiata
Arthonia isidiata är en lavart som beskrevs av Grube, Lücking & Umaña-Tenorio. Arthonia isidiata ingår i släktet Arthonia och familjen Arthoniaceae.   Inga underarter finns listade i Catalogue of Life.